# Pierre-Maurice-Julien de Quérangal
Pierre-Maurice-Julien de Quérangal de Kerascouet, né le 13 décembre 1758 à Lorient et mort le 27 août 1840 à Paris, est un contre-amiral français.

## Biographie

### Début de carrière
De Quérangal naît à Lorient dans le Morbihan le 13 décembre 1758 sous l’Ancien Régime d’un père capitaine de vaisseau de la Compagnie des Indes. Il rentre au service de la Marine en tant que volontaire en 1775 et effectue plusieurs campagnes dans les Indes et dans d’autres colonies françaises des océans Indien et Pacifique. 
En 1790, il atteint le grade de lieutenant de vaisseau avant d’être envoyé à Saint-Domingue en 1791 pour mater la révolte d’esclaves qui menaçait la colonie française. Rappelé à la métropole par le Comité de salut public, il est arrêté à Nantes à son retour en France et est gardé captif plusieurs jours. Après sa libération, il gagne Paris pour rendre sa démission à la suite de l’exécution de Louis XVI mais reprend le service après un entretien avec le conseillier de Gaspard Monge, alors Ministre de la Marine qui l’incite dans ces temps de crises à reprendre le combat face à la Première coalition. Il prend la tête en 1795 de la frégate Cocarde, vaisseau avec lequel il participe à la Bataille de Groix en juin de cette même année. Il prend ensuite le commandement du Mucius, un vaisseau de 74 canons. Il participe en 1796 à Expédition d'Irlande avec le grade de chef de division. Lors de cette expédition, il se fait remarquer car son navire est le seul à jeter l’ancre dans la Baie de Bantry, lieu de ralliement désigné par l’État-major. Il reprend le cap de la France plusieurs jours plus tard, seulement lorsqu’il fut convaincu que l’expédition avait échoué. Le 1er janvier 1797, alors de retour en France, il s’ancre à Brest. Aux alentours de 1798, il rejoint la flotte combinée franco-espagnole avec le commandement d’un nouveau bâtiment, Le Duquesne.

### Actes de bravoure lors de l’expédition de Saint-Domingue
Il rejoint par la suite Saint-Domingue où le vice-amiral Latouche-Tréville lui confie une escadre composée du Duquesne, de l’Intrépide, de la Sybille, de deux corvettes ainsi que plusieurs bateaux de transports et lui confie l’ordre d’attaquer Port-de-Paix. Lors de cette bataille victorieuse, de Quérangal se distingue et reçoit les louanges de plusieurs haut dignitaires : 

« Je suis trop satisfait, commandant, de votre conduite énergique et brillante à la reprise de Port-de-Paix »

— Maréchal de Rochambeau
Ainsi que :

« Je m’estime heureux de pouvoir vous transmettre [les grâces] des officiers de la station à laquelle vous venez de donner un nouvel éclat par l’opération que vous venez de terminer si glorieusement »

— Vice-amiral Latouche-Tréville
Il est ensuite affecté à la protection de la ville du Cap où se déclare en 1803 une épidémie de fièvre jaune alors que les Britanniques établissent un blocus autour de la ville qui ne peut recevoir ni de vivre, ni soin. L’État-major français prend alors la décision d’ordonner le « sacrifice » du Duquesne, effectuer une sortie du blocus pour se faire chasser par les navires britanniques et permettre le ravitaillement du port. Au courant de la dangerosité de cet acte, il décide avec les 235 marins encore en état de combattre de mener à bien cette mission. Après plusieurs heures de courses poursuites face à cinq frégates britanniques, le Duquesne est finalement encerclé peu avant la tombée de la nuit, non loin du Cap Maisy. Finalement capturé, il demeure trois mois en Jamaïque avant d’être extradé en Angleterre où il est gardé prisonnier trois ans. 

### Libération et retour en France
En 1807, de Quérangal est de retour en France et est reçu par Napoléon Ier, durant cette audience, il demande à l’Empereur d’organiser un tribunal de guerre pour juger sa conduite. Pourtant, Napoléon répondit au militaire ces mots : 

« Et qui serait assez osé pour vous passez en conseil de guerre ? […] Le brave commandant du vaisseau Le Duquesne, par la savante direction de sa route et l’habilité de ses manœuvres, après 22 heures de chasse, n’a cédé que face à des forces supérieures, et après avoir entraîné l’ennemi à grande distance et permis au convoi attendu d’entrer au Cap. Il a ainsi parfaitement rempli sa mission ! »

À la suite de cet événement, il est nommé chef militaire de la Marine dans le port de Rochefort. En 1815, Napoléon Ier, revenu de son exil, le voit lors d’une entrevue secrète. Cet entretien le discrédite auprès des monarchistes qui le mettent de côté lors de la Restauration, le voyant comme un bonapartiste convaincu. Il est poussé à le retraite en 1816 juste après avoir reçu sa promotion de contre-amiral.

## Décorations et hommages

### Décorations
- Officier de la Légion d'honneur
- Chevalier de l'ordre royal et militaire de Saint-Louis

### Hommages
Depuis 1962, une rue de Lorient, sa ville natale, est donnée à son nom.